# 2016年リオデジャネイロオリンピックのフィンランド選手団
2016年リオデジャネイロオリンピックのフィンランド選手団（2016ねんリオデジャネイロオリンピックのフィンランドせんしゅだん）は、2016年8月5日から8月21日にかけてブラジルのリオデジャネイロで開催された2016年リオデジャネイロオリンピックのフィンランド選手団、およびその競技結果。

## 概要
今大会は銅メダル1個を獲得した。
ボクシング女子ライト級でミラ・ポトコネンが銅メダルを獲得したが、フィンランド勢のメダルはこの銅メダル1個に留まり、冬季オリンピックを含めても史上最小のメダル獲得数となった。

## メダル
| メダル | 選手名           | 競技       | 種目         |
| ------ | ---------------- | ---------- | ------------ |
| 銅     | ミラ・ポトコネン | ボクシング | 女子ライト級 |